# Sam Taylor-Johnson
Samantha Louise Taylor-Wood, coniugata Taylor-Johnson (Londra, 4 marzo 1967), è una fotografa e regista britannica.
Nota artista concettuale che lavora nel campo della fotografia e del cinema, identificandosi come membro del movimento Young British Artists.

## Biografia
Nel 1990 studia presso il Goldsmiths' College, dal 1994 inizia a farsi conoscere grazie alle sue opere in cui utilizza la fotografia e il video per rappresentare la sessualità e le sfaccettate emozioni umane. Le sue opere vengono esposte nei più importanti musei del mondo come il MOMA di New York, la Fondaciò "La Caixa" di Barcellona, Centre Pompidou di Parigi, la Fondazione Prada di Milano e alla Biennale di Venezia, dove nel 1997 vince il Premio Illy Café come miglior artista emergente, sempre nel 1997 viene candidata al Turner Prize.
Nel 2008 dirige il cortometraggio Love You More, scritto da Patrick Marber e prodotto da Anthony Minghella, presentato in concorso al Festival di Cannes. Nel 2009 dirige Nowhere Boy il suo primo lungometraggio per il cinema, realizzando un film sull'adolescenza del celebre cantante John Lennon. Il film viene presentato in anteprima mondiale al London Film Festival e successivamente ha l'onore di aprire la 27ª edizione del Torino Film Festival.
Nel febbraio del 2009, in collaborazione con Sky Arts, l'artista allestisce Vesti la giubba da Pagliacci. Nel settembre del 2009 ha fatto parte della giuria del "Premio Venezia Opera Prima Luigi De Laurentiis" alla 66ª Mostra internazionale d'arte cinematografica di Venezia. Nel giugno del 2013 viene scelta come regista dell'adattamento cinematografico del noto bestseller Cinquanta sfumature di grigio. La notizia viene annunciata il 19 giugno dalla stessa E. L. James tramite il suo account di Twitter.

### Parentesi musicale
L'artista ha anche firmato vari brani musicali, tutti prodotti e scritti dai Pet Shop Boys (per i quali la Taylor-Wood ha curato svariate volte i loro concerti). Sebbene la prima collaborazione risalga al 1997, anno in cui la Taylor-Wood si occupò delle proiezioni del concerto Somewhere, la prima collaborazione musicale risale a fine 1999 nel brano Je t'aime... moi non plus, un rifacimento che i Pet Shop Boys hanno incluso come b-side nel loro singolo I Don't Know What You Want but I Can't Give It Any More.
La seconda collaborazione avviene nel 2003, quando i Pet Shop Boys pubblicano un'altra cover, tratta dal popolare brano di Donna Summer Love To Love You Baby, con la loro etichetta discografica Lucky Kunst. Il brano viene accreditato a Kiki Kokova, che altro non è che uno pseudonimo di Sam Taylor-Wood. L'ultima collaborazione risale invece nel 2008, quando il duo produce il brano I'm In Love With A German Film Star che giungerà primo nella classifica dance del Regno Unito. Nel 2011 ha diretto il suo compagno Aaron Johnson nel videoclip Überlin dei R.E.M..

## Vita privata

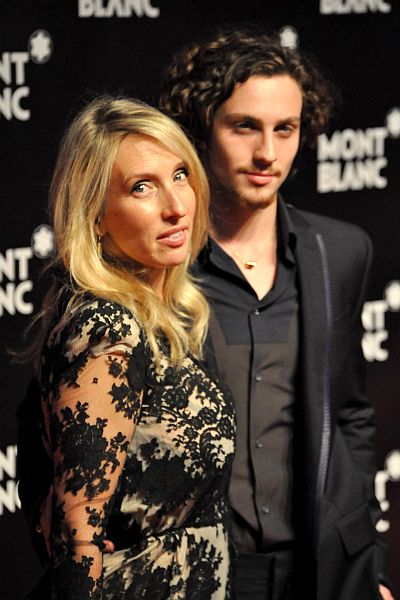
Sam Taylor-Johnson con il marito Aaron Taylor-Johnson

È stata sposata con il mercante d'arte e gallerista Jay Jopling, da cui ha avuto due figli: Angelica (1997) e Jessie (2006). Dopo 11 anni di matrimonio annunciano la separazione nel settembre 2008.
Il 31 ottobre 2009 annuncia il suo fidanzamento con l'attore britannico Aaron Johnson, incontrato sul set di Nowhere Boy. Pochi mesi più tardi i due annunciano di aspettare il loro primo figlio e il 7 luglio 2010 diventano genitori di Wylda Rae. Il 18 gennaio 2012 nasce la loro seconda bambina, Romy Hero. Il 21 giugno 2012 Taylor Wood e Johnson si sposano. Dopo il matrimonio, entrambi i coniugi assumono il cognome Taylor-Johnson.
Taylor-Wood ha sconfitto due tumori: nel 1997 ha sofferto di un tumore al colon, mentre tre anni più tardi le fu diagnosticato un tumore al seno.

## Filmografia parziale

### Regista

#### Cinema
- Nowhere Boy (2009)
- Cinquanta sfumature di grigio (Fifty Shades of Grey) (2015)
- A Million Little Pieces (2018)
- Back to Black (2024)

#### Video musicali
- Elton John: I Want Love (2001)
- Elton John: Turn the Lights Out When You Leave (2005)
- R.E.M. - Überlin (2010)
- The Weeknd: Earned It (2015)
- Rhye: Black Rain (2020)

#### Televisione
- Gypsy – serie TV, 2 episodi (2017)
- Assolo (Solos) – miniserie TV, 2 episodio (2021)
- Hunters – serie TV, episodio 2x03 (2023)

#### Cortometraggi
- Misfit (1996)
- Love You More (2008)
- James Bond Supports International Women's Day (2011)

### Produttrice

#### Cinema
- A Million Little Pieces (2018)
- Back to Black (2024)

#### Televisione
- Gypsy – serie TV, 10 episodi (2017)
- Assolo (Solos) – miniserie TV, 2 episodi (2021)

### Sceneggiatrice
- Destricted, registi vari (2006)
- A Million Little Pieces (2018)